# 神们自己
《神们自己》（英語：The Gods Themselves）是艾萨克·阿西莫夫于1972年创作的科幻小说。它获得了1972年星云奖最佳小说奖和1973年雨果奖最佳小说奖。
全书分为三部分，最开始在《星云》杂志和《World of If》杂志上连载。全书开篇即为第六章，其中内容出现在后面1至5章的叙述中，但实际上一至五章为第六章内容的闪回，描述之前的故事，然后故事在第七章继续。

## 内容简介
故事围绕着居住在平行宇宙的外星人的一个项目展开。外星人居住的宇宙具有和地球人宇宙具有不同的物理规则，他们通过和地球交换物质的方式来从这种物理规则的差异中挖掘能量，拯救他们正在冷却的宇宙。然而，这种交换会导致地球人宇宙的物理常数变化，进而引发太阳爆炸为超新星，乃至把银河系很大一部分炸为类星体，虽然这可以为外宇宙人提供更多的能量。